# Mark Brink
Mark Brink Christensen (født 15. marts 1998 i Esbjerg, Danmark) er en dansk fodboldspiller, der spiller for FC Nordsjælland.

## Karriere

### Esbjerg fB
Brink blev flyttet op i førsteholdstruppen i efteråret 2015 i en alder af 17. Han vandt i marts 2015 Årets Talent, der uddeles af DBU.
Han fik den 1. oktober 2015 sin førsteholdsdebut i pokalturneringen imod Søhus Stige BK, som Esbjerg fB vandt 9-0. Han fik sin officielle debut for Esbjerg fB den 4. april 2016 i en alder af 18 år, da han startede inde og spillede de første 62 minutter i 1-0-sejren over Viborg FF.